# 户泽道盛
户泽道盛（とざわ みちもり，1524年（大永4年）- 1604年8月10日（慶長9年7月15日））是出羽國戦国大名。户泽氏第16代当主。子户泽盛重、盛安、户泽光盛。孫政盛。通称平九郎。官飞驒守。母为楢岡（小笠原）左馬介長祐之女。妻为本堂親条之女。

## 经历
享禄2年（1529年），父亲秀盛死后6岁边继承家督。此时，叔父户泽忠盛（兄长秀盛本来已指名他为后继者，但是在秀盛晚年剩下道盛后变卦）而发起叛乱，道盛与其母一同被赶出角馆城，不过后来支持道盛的家臣又将大逆不道的忠盛赶走，因而回到了角馆城。
之后便隐居起来，并在庆长9年（1604年）其孙政盛的转封地常陆国小河城死去，享年79岁，不过也有在隐居中便病死的说法。

## 脚注

### 注釈
1. ↑  阿部『戦国人名事典コンパクト版』第544页。

### 引用
1. ↑  阿部『戦国人名事典コンパクト版』P544
2. ↑  『最上郡史料叢書』「戸沢年譜」（葛麓社、1925年）9頁